# 碧山镇
碧山镇，是中华人民共和国重庆市梁平区下辖的一个乡镇级行政单位。

## 行政区划
碧山镇下辖以下地区：
黄桥村、新元村、碧山村、金屏村、清坪村、龙桥村、川主村、水岩村、平桥村和小河村。